# René d'Arradon
René d'Arradon (?-1625), seigneur d'Arradon, frère de Jérôme d'Arradon (gouverneur d'Hennebont) et de Georges d'Arradon (évêque de Vannes), fut gouverneur de Vannes et d'Auray de 1590 à 1625. 

## Biographie
René d'Arradon est le deuxième des cinq fils de René d'Arradon seigneur de Kerdréan (en Arradon), Quinipily, Camors, Botblezven, La Grandville, chevalier du roi et de Claude de Guého. Il était, selon une note adressée par son frère Georges d'Arradon au roi Philippe II d'Espagne en janvier 1591 « seigneur d'Arradon, capitaine de 50 hommes d'armes, gouverneur des ville et château de Vannes ». René d'Arradon et son frère Christophe d'Arradon participent, sous les ordres du duc de Mercœur à la prise de Blavet, alors tenue par des huguenots venus de La Rochelle, le 11 juin 1590 et font un horrible massacre des habitants et des défenseurs, après avoir mis le feu à la ville. Le 27 octobre 1590, René d'Arradon accueille les troupes espagnoles débarquées à Saint-Nazaire en sa ville de Vannes et le 5 novembre 1590 commence le siège d'Hennebont avec sa compagnie de gens d'armes et trois cents arquebusiers, aidés par des troupes espagnoles ; Hennebont capitule le 22 décembre 1590.

## Postérité
René d'Arradon et son épouse Gillette de Montigny ont une fille unique : 
- Renée d'Arradon qui, en épousant Pierre de Lannion, fait passer dans la famille de Lannion la charge de gouverneur de Vannes pendant cinq générations de 1625 à 1762.